# Antônio José Albuquerque
Antônio José Aguiar Albuquerque (Fortaleza, 26 de setembro de 1983) é um empresário e político brasileiro, filiado ao Progressistas (PP). Em 2018, foi eleito deputado federal pelo Ceará com 132.319 votos (2,88% dos válidos). Bacharel em Direito pela Universidade de Fortaleza (Unifor), com especialização em Gestão Pública pela Universidade de Lisboa. O parlamentar é filho do deputado estadual e ex-presidente da Assembleia Legislativa do Ceará, Zezinho Albuquerque.

## Carreira Política
Assumiu a Prefeitura de Massapê (CE), de 2013 a 2016. Entre os anos de 2017 a 2018, assumiu o cargo de Secretário Regional VI da Prefeitura Municipal de Fortaleza (CE). Em 2018, já filiado ao Progressistas (PP), foi eleito deputado federal pelo Ceará. É presidente do Partido Progressistas no Ceará e, em abril de 2019, eleito vice-presidente nacional do partido.